# ساموئل ارمنتروس
ساموئل ارمنتروس (انگلیسی: Samuel Armenteros؛ زادهٔ ۲۷ مهٔ ۱۹۹۰) بازیکن فوتبال اهل سوئد است که در حال حاضر برای باشگاه فوتبال شنژن پنگ سیتی بازی می‌کند.
از باشگاه‌هایی که در آن بازی کرده است می‌توان به باشگاه فوتبال هراکس آلملو، باشگاه ورزشی هیرنفین، باشگاه فوتبال اندرلشت، باشگاه فوتبال ویلم دوم، باشگاه فوتبال فاینورد، و باشگاه فوتبال قره‌باغ اشاره کرد.
وی همچنین در تیم‌های ملی فوتبال زیر ۱۷ سال سوئد، زیر ۱۹ سال سوئد، زیر ۲۱ سال سوئد و بزرگسالان سوئد بازی کرده است.

## دوران باشگاهی
ارمنتروس در ماسثوگت، گوتنبرگ، سوئد به دنیا آمد. او فرزند یک پدر کوبایی و یک مادر سوئدی است و در سن ۱۶ سالگی به هلند رفت تا به سیستم جوانان باشگاه ورزشی هیرنفین ملحق شود و تحت سرمربیگری خرتیان فربیک به تیم اول راه یافت. او به تدریج در سال ۲۰۰۹ توسط باشگاه ورزشی هیرنفین، بازیکن آزاد اعلام شد و سپس تصمیم گرفت دوباره به خرتیان فربیک در باشگاه فوتبال هراکس آلملو بپیوندد، جایی که خود را به عنوان یک مهاجم امیدوارکننده معرفی کرد و موفق به زدن اولین گل‌های خود در لیگ برتر فوتبال هلند شد. در سپتامبر ۲۰۱۵، ارمنتروس قراردادی دو ساله با قهرمان لیگ برتر فوتبال جمهوری آذربایجان، باشگاه فوتبال قره‌باغ، امضا کرد. در ۲۹ اوت ۲۰۱۶، ارمنتروس به باشگاه فوتبال هراکس آلملو بازگشت و قراردادی یک ساله با این باشگاه امضا کرد.

### بنونتو
در ۳۰ اوت ۲۰۱۷، آرمنتروس قراردادی با تیم سری آ ایتالیا، بنونتو امضا کرد. ارمنتروس در بنونتو با مشکلاتی مواجه شد و زمان بازی کمی به دست آورد و در ژانویه ۲۰۱۸ به دنبال خروج از این تیم بود. قبل از رفتن به بنونتو در اوت، او در حالی که در حال بهبودی از مصدومیت بود، ۴۵ دقیقه برای تیم بی هراکس آلملو بازی کرد، به این معنی که او به‌طور رسمی برای دو تیم در تقویم لیگ پاییز-به-بهار بازی کرده بود. طبق قوانین فیفا، او نمی‌توانست برای تیم سومی که از آن تقویم استفاده می‌کند، بازی کند و هر انتقالی نیاز به رفتن به لیگ داشت که در تقویم بهار-به-پاییز بازی می‌کرد.

#### قرض به پورتلند تیمبرز
در فوریه ۲۰۱۸، آرمنتروس به صورت قرضی از بنونتو به باشگاه فوتبال پورتلند تیمبرز در لیگ برتر فوتبال ایالات متحده آمریکا پیوست. او در ماه مه ۲۰۱۸ دو بار برنده جایزه گل هفته ام‌ال‌اس شد. قرارداد قرضی او در ۳۱ دسامبر ۲۰۱۸ به پایان رسید و او به بنونتو بازگشت.

#### قرض به کروتونه
در ۳۰ ژانویه ۲۰۲۰، او به صورت قرضی به کروتونه پیوست.

### فجیره
در ۵ اکتبر ۲۰۲۰، آرمنتروس با باشگاه اماراتی فجیره قرارداد امضا کرد.

### بازگشت دوم به هراکلس
در ۳۱ ژانویه ۲۰۲۲، آرمنتروس با قراردادی تا پایان فصل ۲۰۲۱–۲۲ به باشگاه فوتبال هراکس آلملو بازگشت. در قراردادش بندی برای امکان تمدید نیز فراهم شده بود.

### الخلود
در ۱۱ اوت ۲۰۲۳، آرمنتروس به باشگاه عربستان سعودی الخلود پیوست. در ۱۴ ژانویه ۲۰۲۴، آرمنتروس از قراردادش با الخلود آزاد شد.

### شنژن پنگ سیتی
در ۲۹ فوریه ۲۰۲۴، آرمنتروس به باشگاهی از سوپر لیگ فوتبال چین، شنژن پنگ سیتی پیوست.

## دوران ملی
آرمنتروس در مجموع ۱۸ بار برای تیم‌های ملی زیر ۱۷، زیر ۱۹ و زیر ۲۱ سوئد بازی کرده است و اولین بازی ملی خود را برای سوئد در ۱۳ ژوئن ۲۰۱۷ در یک بازی دوستانه ۱–۱ مقابل تیم ملی فوتبال نروژ انجام داد. او همچنین در آن بازی، ۱۳ دقیقه پس از ورود به عنوان یار جانشین به جای یان گویدتی، اولین گل ملی خود را نیز به ثمر رساند.
ارمنتروس در ۳۱ اوت ۲۰۱۷ اولین بازی رسمی خود را برای سوئد در مرحله مقدماتی جام جهانی ۲۰۱۸ مقابل بلغارستان انجام داد و در دقیقه ۸۲ به جای یاکوب یوهانسن وارد زمین شد که این بازی با نتیجه ۳–۲ با پیروزی بلغارستان به پایان رسید.

## زندگی شخصی
آرمنتروس در سوئد به دنیا آمده است اما پدرش کوبایی و از نژاد آفرو-کوبان است.